# Hammond Calumet Buccaneers
Gli Hammond Calumet Buccaneers furono una squadra professionistica di pallacanestro con sede a Hammond, nell'Indiana. Fondata nel 1948, giocò in National Basketball League (NBL) nella sola stagione 1948-1949. L'impianto di gioco delle partite casalinghe era l'Hammond Civic Center
La squadra si classificò al terzo posto in Eastern Division, e fu eliminata al primo turno dei play-off dai Syracuse Nationals.

## Stagioni
| Stagione | Lega | Denominazione              | V  | P  | %    | Piazzamento | Play-off               |
| -------- | ---- | -------------------------- | -- | -- | ---- | ----------- | ---------------------- |
| 1948-49  | NBL  | Hammond Calumet Buccaneers | 21 | 41 | 33,9 | 3º          | Semifinale di division |